# Isla Fanfare
La isla Fanfare es la isla más septentrional de las islas Argentina, ubicadas frente a la costa oeste de la península Antártica.

## Historia y toponimia
Fue cartografiada por el British Antarctic Survey en 1960 desde la base Faraday, y nombrada Fanfare («fanfarria») por el Comité de Topónimos Antárticos del Reino Unido en relación con el cercano arrecife Herald.

## Reclamaciones territoriales
Argentina incluye la isla en el departamento Antártida Argentina dentro de la provincia de Tierra del Fuego, Antártida e Islas del Atlántico Sur; para Chile forman parte de la comuna Antártica de la provincia Antártica Chilena dentro de la Región de Magallanes y de la Antártica Chilena; y para el Reino Unido integran el Territorio Antártico Británico. Las tres reclamaciones están sujetas a las disposiciones del Tratado Antártico.
Nomenclatura de los países reclamantes: 
- Argentina: ¿?
- Chile: ¿?
- Reino Unido: Fanfare Island[3]